# Ключ 118
Ключ 118 (трад. и упр. 竹, ⺮) — ключ Канси со значением «бамбук»; один из 29, состоящих из шести штрихов.
В словаре Канси есть 953 символов (из 49 030), которые можно найти c этим радикалом.

## История
Древняя идеограмма бамбука схожа с рисунком травы, только побеги направлены вниз, а не вверх.
Самостоятельно иероглиф используется в значении «бамбук».
Поскольку в древности на Востоке бамбук широко применялся в повседневной жизни для различных изделий и предметов обихода, этот знак вошел в качестве ключевого в большое количество иероглифов. Поэтому «бамбук» — сильный ключевой знак. Как правило, он располагается в верхней части иероглифов в несколько «укороченном» виде ⺮, например, верх иероглифа 笀.

Техника написания
Техника написания
Вид в Цзиньвэнь
Вид в Цзягувэнь
Вид в большой печати Чжуаньшу
Вид в малой печати Чжуаньшу

В словарях находится под номером 118.

## Примеры иероглифов
| Доп. штрихи | Иероглифы |
| ----------- | --- |
| 0           | 竹 ⺮ |
| 2           | 竺 竻 |
| 3           | 竼 竽 竾 竿 笀 笁 笂 笃 |
| 4           | 笄 笅 笆 笇 笈 笉 笊 笋 笌 笍 笎 笏 笐 笑 笒 笓 笔 笕                                                                         |
| 5           | 笖 笗 笘 笙 笚 笛 笜 笝 笞 笟 笠 笡 笢 笣 笤 笥 符 笧 笨 笩 笪 笫 第 笭 笮 笯 笰 笱 笲 笳 笴 笵 笶 笷 笸 笹 笺 笻 笼 笽 笾    |
| 6           | 笿 筀 筁 筂 筃 筄 筅 筆 筇 筈 等 筊 筋 筌 筍 筎 筏 筐 筑 筒 筓 答 筕 策 筗 筘 筙 筚 筛 筜 筝                                  |
| 7           | 筞 筟 筠 筡 筢 筣 筤 筥 筦 筧 筨 筩 筪 筫 筬 筭 筮 筯 筰 筱 筲 筳 筴 筵 筶 筷 筸 筹 筺 筻 筼 筽 签 筿 简 節                   |
| 8           | 箁 箂 箃 箄 箅 箆 箇 箈 箉 箊 箋 箌 箍 箎 箏 箐 箑 箒 箓 箔 箕 箖 算 箘 箙 箚 箛 箜 箝 箞 箟 箠 管 箢 箣 箤 箥 箦 箧 箨 箩 箸 |
| 9           | 箪 箫 箬 箭 箮 箯 箰 箱 箲 箳 箴 箵 箶 箷 箹 箺 箻 箼 箽 箾 箿 篁 篂 篃 範 篅 篆 篇 篈 篊 篋 篌 篍 篎 篏 篐 篑 篒 篓          |
| 10          | 築 篔 篕 篖 篗 篘 篙 篚 篛 篜 篝 篞 篟 篠 篡 篢 篣 篤 篥 篦 篧 篨 篩 篪 篫 篬 篭 篮 篯 簑 簒                                  |
| 11          | 篰 篱 篲 篳 篴 篵 篶 篷 篸 篹 篺 篻 篼 篽 篾 篿 簀 簁 簂 簃 簄 簅 簆 簇 簈 簉 簊 簋 簌 簍 簎 簏 簐 簓 簔 簕 簖 簗             |
| 12          | 簘 簙 簚 簛 簜 簝 簞 簟 簠 簡 簢 簣 簤 簥 簦 簧 簨 簩 簪 簫 簬 簭 簮 簯 簰 簱 簲                                              |
| 13          | 簳 簴 簵 簶 簷 簸 簹 簺 簻 簼 簽 簾 簿 籀 籁 籂                                                                               |
| 14          | 籃 籄 籅 籆 籇 籈 籉 籊 籋 籌 籍 籎 籏                                                                                        |
| 15          | 籐 籑 籒 籓 籔 籕 籖 |
| 16          | 籗 籘 籙 籚 籛 籜 籝 籞 籟 籠 籡                                                                                              |
| 17          | 籢 籣 籤 籥 籦 籧 籨 |
| 18          | 籩 籪 |
| 19          | 籫 籬 籭 籮 |
| 20          | 籯 籰 |
| 24          | 籱 |
| 26          | 籲 |

- Примечание: Ваш браузер может отображать иероглифы неправильно.